# Marco Giunio Pera
Marco Giunio Pera (in latino Marcus Iunius Pera; fl. III secolo a.C.) è stato un politico della Repubblica romano.

## Biografia
Nel 230 a.C. ricoprì la carica di console con Marco Emilio Barbula. Nel 225 a.C. fu censore insieme a Gaio Claudio Centone. Nel 216 a.C., dopo la battaglia di Canne, venne nominato dittatore, con magister equitum Tiberio Sempronio Gracco, e successivamente ricoprì in modo anomalo la carica con un secondo dittatore, Marco Fabio Buteone; viene ricordato perché, avuto l'incarico di creare nuove legioni, non arruolò solo schiavi, ma anche criminali in stato di prigionia.
Tornato a Roma alla fine del 216 a.C., per l'elezione dei nuovi consoli, indisse i comizi dove vennero eletti Lucio Postumio Albino e Tiberio Sempronio Gracco. In seguito tornò in Campania a svernare con l'esercito presso Teanum Sidicinum.